# .360 Buckhammer
 
El .360 Buckhammer, también conocido como el 360 BHMR (9,1 × 46 mmR), es un cartucho de rifle intermedio de casquillo recto estandarizado por SAAMIy desarrollado por Remington Arms Companypara ser usado en estados americanos que tienen regulaciones específicas para la caza de ciervos con cartuchos de percusión central de paredes rectas.

## Historia
En el SHOT Show del 2023, en Las Vegas, Nevada, Remington Arms presentó el .360 Buckhammer. El Instituto de Fabricantes de Armas Deportivas y Municiones (SAAMI), que es la organización que establece estándares técnicos para la industria de armas de fuego y municiones de EE. UU., anunció la aceptación del nuevo estándar de cartuchos y recámaras el 15 de enero de 2023.

## Diseño
El .360 Buckhammer otorga una trayectoria más plana y mejor efecto terminal en comparación con otras alternativas de munición con casquillos de pared recta que actualmente existen en el mercado, sin dejar de cumplir con los requisitos la mayoría de los estados aplicables.
El casquillo del cual se diseña el .360 Buckhammer es el .30-30 Winchester, con cuello elevado para usar las mismas balas de calibre .358 que el .35 Remington y el .35 Whelen .